# Cornelia Johanna Jacoba Cohen Stuart
Cornelia (Nel) Johanna Jacoba Stokvis-Cohen Stuart (Semarang, 2 september 1881 - Dieren, 30 oktober 1964) was een Nederlands-Indisch arts en pionier in het opleiden van verpleegsters en vroedvrouwen.

## Studietijd
Cohen Stuart werd op 2 september 1881 in Semarang geboren en in 1897 ging ze naar Nederland om de HBS in Leiden af te ronden. Na het eindexamen in 1899 ging zij geneeskunde studeren aan de universiteit Leiden. Tijdens haar studietijd richtte ze met Jo Reudler en Annie de Waal de Vereeniging voor Vrouwelijke Studenten op. In juni 1907 legde ze haar artsexamen af en trouwde met Zadok Stokvis.

## Arts in Nederlands-Indië
In 1908 vertrok het echtpaar naar Semarang, waar Cohen Stuart zich als particulier arts vestigde. Hoewel het huwelijk kinderloos bleef, voedde het echtpaar wel de drie kinderen op van de broer van Cohen Stuart.

### Verpleegsters- en vroedvrouwenopleiding
Tijdens de dagelijkse werkzaamheden in zowel de polikliniek als in de kampong miste Cohen Stuart goede assistenten.
Een opleiding voor verpleegsters bestond niet in Nederlands-Indië, desalniettemin begon Cohen Stuart met het opleiden van veelal lokale meisjes. Deze opleiding ging niet zonder slag of stoot. Meisjes die wel konden lezen en schrijven kregen vaak geen toestemming om de opleiding te volgen. Hiernaast was er een verschil tussen de theorie en de praktijk. De gegoede meisjes waren gewend aan bedienden en waren niet gewend bedden op te maken. Daarnaast voelden de patiënten zich beschaamd als een gegoed meisje hun po leegde. Cohen Stuart haalde daarom dan ook Nederlandse verpleegsters over om als rolmodel te dienen. Na de opleiding mochten de meisjes een vervolgopleiding volgen tot vroedvrouw. Dit beroep had meer aanzien dan het nieuwe en westerse beroep verpleegster. Hierdoor werd de opleiding aantrekkelijker voor de lokale meisjes.
In 1921 verhuisde het echtpaar naar Bogor. Hier heeft Cohen Stuart op een zelfde manier, maar met steun van een oud-leerling, een verloskundigenpraktijk opgericht

### Wijkdienst
Cohen Stuart heeft de wijkdienst in Semarang ingevoerd. Vrouwen en kinderen kregen medische hulp van de leerlingen van Cohen Stuart. Hiermee werd een brug gelegd naar de lokale vrouwen die de westerse medische hulp, die veelal door mannen werd gegeven, schuwden.

### De Vereeniging
Bijna direct na de oprichting van de opleiding werd de Vereeniging tot bevordering van de Inlandsche Ziekenverpleging opgericht. Deze vereniging bekostigde het internaat van de leerlingen en eventuele studiebeurzen. Cohen Stuart was goed met fondsenwerven, hierdoor lukte het haar tijdens een verlof 17.000 gulden op te halen voor de vereniging. Met lezingen over hygiëne en met nota’s aan de gouverneur-generaal over de medische zorg voor Javaanse vrouwen probeerde zij het overheidsbeleid te beïnvloeden.

## Nederland
In 1928 keerde het echtpaar definitief terug naar Nederland. Hier werd ze lid van de SDAP. Cohen Stuart bleef lezingen en artikelen schrijven over de noodzaak voor een medische opleiding voor Indonesiërs. Tijdens de Tweede Wereldoorlog moest het echtpaar onderduiken in Laag-Soeren, maar beide overleefden de oorlog. Hierna vertrokken ze naar Dieren, waar Cohen Stuart op 30 oktober 1964 overleed.

## Publicaties
- ‘Nota betreffende de noodzakelijkheid van verbetering van de ziekenzorg voor Javaansche vrouwen’, Bulletin van de Bond van geneesheeren in Ned.Indië 12 (1914) 1-13.
- ‘Over Inlandsche ziekenverpleging in Nederlandsch-Indië’, De Indische Gids 37 (1915) 791-804 [lezing voor het Rode Kruis, Den Haag, 14 -4-1915].
- De Inlandsche ziekenverpleging te Semarang (Semarang 1916).
- ‘Plan tot instelling eener wijkverpleging,’ Bulletin van den Bond van Geneesheeren in Ned.-Indië 151 (1916) 1-22.
- Ilmoe pemběla orang sakit – leerboek der ziekenverpleging (Groningen 1928) [herdrukt in 1938 en 1950-5].
- ‘Vrouwelijke artsen voor Indië’, Nederlands Tijdschrift voor Geneeskunde 74 (1930) 1268-1271.
- ‘De huidige koers ten aanzien van de gezondheidszorg in Indië’, Indisch Genootschap, Verslagen der vergaderingen over de jaren 1926-1930, 1930, 19-41 [lezing op de ledenvergadering, 7-2-1930].
- ‘De Hollandsche verpleegster in Indië’, Maandblad voor Ziekenverpleging 40 (1930) 412-5.
- ‘Vroedvrouwen-opleiding in Indië en verloskundig werk onder de Inlandsche bevolking’, Tijdschrift voor sociale hygiëne 33 (1931) 76-94.
- ‘Medisch-sociaal werk in Indië’, Leven en werken 16 (1931) 471-493.